# Squeeze Theeze Pleeze
 (février 2019).
Squeeze Theeze Pleeze est un groupe de pop-rock alternatif portugais, originaire de Cantanhede. Ils font partie des grands espoirs du rock portugais. Leurs principales influences incluent Nirvana, Pearl Jam, Red Hot Chili Peppers et Rancid[réf. nécessaire].

## Biographie
Le groupe est formé en 1997 à Cantanhede par Pedro Assalino (chant), Pedro Fonseca (guitare), Farinha (basse), Johnny Boy (percussions, DJ et samples).
Leur premier single paru en 2002 figurait dans une série brésilienne New Wave. Grâce à leur single Hi, Hello, paru en 2005, est présent dans la bande-annonce de la série portugaise Morangos com açucar. En 2007, ils publient l'album One Life Is Not Enough, qui comprend le single Sometimes a Little Some Time qui atteint la 14e place des classements portugais.
Le 25 novembre 2016, le groupe publie un nouvel EP intitulé Mais fácil,.

## Membres
- Pedro Assalino - voix
- Pedro Fonseca - guitare
- Miro Vaz - guitare rythmique
- Farinha - basse
- Johnny Boy - DJ, samples
- Benitro - batterie